# Scotinotylus protervus
Scotinotylus protervus là một loài nhện trong họ Linyphiidae.
Loài này thuộc chi Scotinotylus. Scotinotylus protervus được Ludwig Carl Christian Koch miêu tả năm 1879.